# Aéroport Solidarité de Stettin-Goleniów
L'aéroport Solidarité de Stettin–Goleniów (en polonais : Port Lotniczy Szczecin–Goleniów im. NSZZ Solidarność) (code IATA : SZZ • code OACI : EPSC) est un aéroport desservant la ville de Szczecin/Stettin en Pologne. Environ 1,6 million d'habitants vivent à l'intérieur de sa zone de chalandise.

## Situation
Il se trouve à seulement 45 km du centre-ville, près de la ville de Goleniów, dans le village de Glewice.
| \| 50 km1:3 411 000 \| Lublin Cracovie Gdańsk · Dantzig Łódź Olsztyn · Holsten Poznań · Posnanie Varsovie · Radom Rzeszów Szczecin · Stettin Varsovie · Modlin Wrocław · Vratislavie Katowice Zielona · Góra Varsovie · Chopin Bydgoszcz · Bromberg |
| 50 km1:3 411 000 |

## Statistiques
Le graphique qui aurait dû être présenté ici ne peut pas être affiché car il utilise l'ancienne extension Graph, désactivée pour des questions de sécurité. Des indications pour créer un nouveau graphique avec la nouvelle extension Chart sont disponibles ici.

Voir la requête brute et les sources sur Wikidata.

## Compagnies aériennes et destinations
| Compagnies            | Destinations                                                                                              |
| --------------------- | --- |
| Enter Air             | En saison charter: Antalya                                                                                |
| LOT Polish Airlines   | Varsovie-Chopin                                                                                           |
| Norwegian Air Shuttle | Oslo-Gardermoen                                                                                           |
| Ryanair               | Cracovie-Jean-Paul II, Dublin, Liverpool-J.-Lennon, Londres-Stansted En saison: Varsovie-Modlin (Mazovie) |
| Smartwings Poland     | En saison charter: Corfou-I. Kapodístrias                                                                 |
| Wizz Air              | Bergen, Sandefjord-Torp En saison: Stavanger                                                              |

Liste au 7 octobre 2017  Actualisé le 07/12/2022